# 윤종찬 (1989년)
윤종찬(尹綜贊, 1989년 12월 29일 ~ )은 대한민국의 기업인 출신 정치인이다. 
現 한국천연색소산업화센터장이다.  
제8대 경상북도 안동시의회 의원이다. 
안동시의회 역대 최연소 의원 (만 30세 당선) 기록을 가지고 있다.
前 국민의힘 전국 차연소 기초의원이자 대구·경북 최연소 기초의원이다.

現 농림축산식품부 산하기관인 한국천연색소산업화센터의 대표이사이자 최고경영자(CEO)이다.
대한민국 헌정 사상 역대 최연소 기관장 (만 33세 취임) 기록을 가지고 있다.
김희정 前 한국인터넷진흥원(KISA) 초대 원장이 가지고 있던 최연소 정부 기관장 기록(만 38세 취임)을 갱신하였다.  

## 생애
1989년 12월 29일 경상북도 안동에서 태어났다.
임동초등학교, 임동중학교, 안동고등학교, 영남대학교를 졸업하였다. 

## 기업 활동
BM(BOOK MEDIA)그룹 계열사 (주)첨단에서 기업마케팅 매니저와 교육사업부 과장을 역임했다.
2023년 한국천연색소산업화센터 임원추천위원회의 적격심사와 전체 이사회 의결을 거쳐 재단 대표이사로 공식 선임되었다. 

## 정치 활동

### 정치활동 초기
고등학교 졸업 이후 정치 일선에 바로 뛰어들었다.
10여 년간 지방의원 선거, 단체장 선거, 국회의원 선거, 대통령 선거 등 다양한 캠프에서 활동하였다. 중앙과 지방을 오가며 정책 보좌, 연설 비서, 기획 및 공보 등의 역할을 수행했다.
선거 캠프와 정당 활동 등 오랜 기간 전형적인 정계 입문 코스를 밟았다.

### 정치활동
2020년 제8대 안동시의원 선거에서 미래통합당 후보로 경상북도 안동시 용상동(안동시 바 선거구)에 출마하여 당선되었다. 제7회 전국동시지방선거 안동시의회 의원 선거에서 당선되면서 만 30세 기초의원 기록과 함께 본격적으로 정치에 입문하게 되었다.
유권자 여론조사를 통한 공천자 결정에서 공천 신청자 6명의 후보들 중 1위를 하며 미래통합당 최종 후보로 선정되었는데, 당시 경쟁 후보들 중 한 명이 바로 강철부대 (시즌 1) 출신 이진봉이다.
'국민의힘 지방의회 청년네트워크' 경상북도 대표 의원을 역임했다.
200여 명의 경북 북부지역 정치권 인사 등이 참여한 '경북북부지역발전포럼'의 사무총장을 역임하고 있다. 국토균형발전과 지방분권을 목적으로 구성된 포럼이며 문상부 전 중앙선거관리위원회 상임위원(장관급), 김형기 경북대학교 명예교수, 윤승규 동국대 교수, 김태동 안동대 교수 등 외부 인사들도 포럼 발기인으로 이름을 올렸다.
하지만 국민의힘 대선후보인 윤석열 전 검찰총장이 포럼 창립 행사에 축하 영상을 보내오고, 대통령 선거 과정 중 윤석열 후보 및 김병준 (1954년) 전 국민의힘 상임선대위원장 등이 직접 안동을 방문하여 포럼 회원들과 간담회를 실시하는 등 사실상 윤석열 후보의 당내 경선 승리를 위한 경북지역 내 최대 선거조직이자 대통령 당선을 위한 지지모임이라는 평가를 받았다.

#### 제20대 대통령 선거
제20대 대통령 선거에서 윤석열 대통령 후보 지지를 선언했다.
국민의힘 대권주자인 윤석열 전 검찰총장의 공약을 담당하는 싱크탱크 조직 '공정개혁포럼'의 전국 발기인 193인 중 한 명으로 발탁되었다. 경북지역 포럼 발기인 구성을 주도하였으며, 경북권 인사들 중 유일한 지방의회 의원이다.
2021년도 안동시의회 제230회 문화복지위원회 행정사무감사에서 윤석열 당시 대통령 예비후보에게 안동시 정책제안서를 본인이 직접 작성해 전달하였다고 밝힌 바 있다. 안동시 백신-바이오 클러스터 조성을 건의하였고 이는 윤석열 대통령 후보의 안동지역 대표 발전공약으로 최종 포함되었다. (2023년 3월 15일 국토교통부의 산업입지정책심의회 결과에 따라 바이오-생명 국가산업단지로 안동시가 신규 선정되었다.)
경선을 통해 윤석열 후보가 국민의힘 대통령 최종 후보로 확정된 이후, 윤석열 국민캠프 국민대통합위원회 위원으로 참여하였으며, 이후 제20대 대통령 선거 국민의힘 중앙선거대책위원회 조직총괄 희망특별본부 청년위원장으로 임명되었다. 
윤석열 국민의힘 대통령 후보는 경상북도 안동 방문 당시, 35세 이전에 단체장 출마자가 나와야 한다는 발언을 하며 윤종찬 의원의 정치 행보에 큰 힘을 실어주기도 하였다.
대선 캠프에서의 활동과 인연을 바탕으로 친윤계 인사로 분류되었다. 

### 주요 의정활동
첫 상임위로는 문화복지위원회를 선택했고, 후반기에는 의회운영위원회와 문화복지위원회 위원으로 활동했다.
전국 최초로 지방자치법 전부개정안 수정촉구건의안(2020-07-20 안동MBC 뉴스)을 발의하여 지방자치법 전부개정안 원안의 수정을 주도했다.
수천억 원의 예산이 소요되는 3대문화권사업은 안동시 현실에 맞지 않는 사업이자 혈세 낭비라는 지적과 함께 임기 내내 집행부를 상대로 강도 높은 비판을 이어왔다. 특히 이 사업의 주요 적자 원인이 되는 중복투자문제(2021-12-15 TBC 뉴스 '중복 사업 동반 적자 수령')에 대해 강하게 질타했다.
안동시가 3대문화권사업 중 하나로 추진한 세계 최장거리-최고높이의 보행현수교사업의 예산, 안전성, 운영비 등의 문제와 더불어 절차적 하자에 대해 공식적인 문제 제기를 하며 보행현수교 사업의 원점 재검토를 끊임없이 요청했다. 결국 안동시의 산지관리법 위반(2021-12-13 TBC 뉴스 '불법 공사로 수백억 날려') 사실이 들통나 보행현수교 사업은 무산되었다.

## 학력
- 임동초등학교 졸업
- 임동중학교 졸업
- 안동고등학교 졸업
- 영남대학교 행정학사(공공정책전공) / 문학사(역사학)
- 영남대학교 일반대학원 행정학과 행정학전공 석·박사통합과정

## 경력
- 2023.04 ~ 제4대 한국천연색소산업화센터 대표이사
- 2023.04 ~ 제4대 한국천연색소산업화센터 센터장
- 2020.04 ~ 2022.06 제8대 경상북도 안동시의회 의원
- 2020.04 ~ 2020.07 제8대 경상북도 안동시의회 전반기 문화복지위원회 위원
- 2020.07 ~ 2022.06 제8대 경상북도 안동시의회 후반기 문화복지위원회 위원
- 2020.07 ~ 2022.06 제8대 경상북도 안동시의회 후반기 의회운영위원회 위원
- 2020.08 ~ 2022.06 국민의힘 지방의회 청년네트워크 경상북도 대표의원
- 2021.10    국민의힘 윤석열 국민캠프 국민대통합위원회 위원
- 2021.12    제20대 대통령선거 국민의힘 중앙선거대책위원회 조직총괄 희망특별본부 청년위원장

## 수상
- 21사단장 표창

## 역대 선거 결과
| 실시년도 | 선거        | 대수 | 직책   | 선거구                  | 정당       | 득표수   | 득표율          | 순위 | 당락 | 비고           |
| -------- | ----------- | ---- | ------ | ----------------------- | ---------- | -------- | --------------- | ---- | ---- | -------------- |
| 2020년   | 4·15 재보선 | 8대  | 시의원 | 경북 안동시 (바 선거구) | 미래통합당 | 4,752 표 | \| \| 38.06% \| | 1위  |      | 초선, 민선 7기 |
|          | 38.06%      |      |        |                         |            |          |                 |      |      |                |